# Crassimarginatella crassimarginata
Crassimarginatella crassimarginata är en mossdjursart som först beskrevs av Walter Douglas Hincks 1880.  Crassimarginatella crassimarginata ingår i släktet Crassimarginatella och familjen Calloporidae. Inga underarter finns listade i Catalogue of Life.